# Cal Frare (Torrefeta i Florejacs)
Cal Frare és una masia de les Cases de la Serra, enclavament del municipi de Torrefeta i Florejacs (Segarra), inclosa a l'Inventari del Patrimoni Arquitectònic de Catalunya.

## Descripció
Casa de quatre façanes i dues plantes. Té diversos edificis annexos. Edifici construït amb pedra i fusta. Disposició de petits carreus horitzontals.

A la façana principal (sud-oest), a la planta baixa, al centre, hi ha una entrada amb llinda de pedra i porta de fusta. A la seva dreta hi ha l'espai buit on hi havia la premsa. A la planta següent, hi ha tres finestres amb llinda de pedra, una d'elles amb la data de 1722 a la llinda.

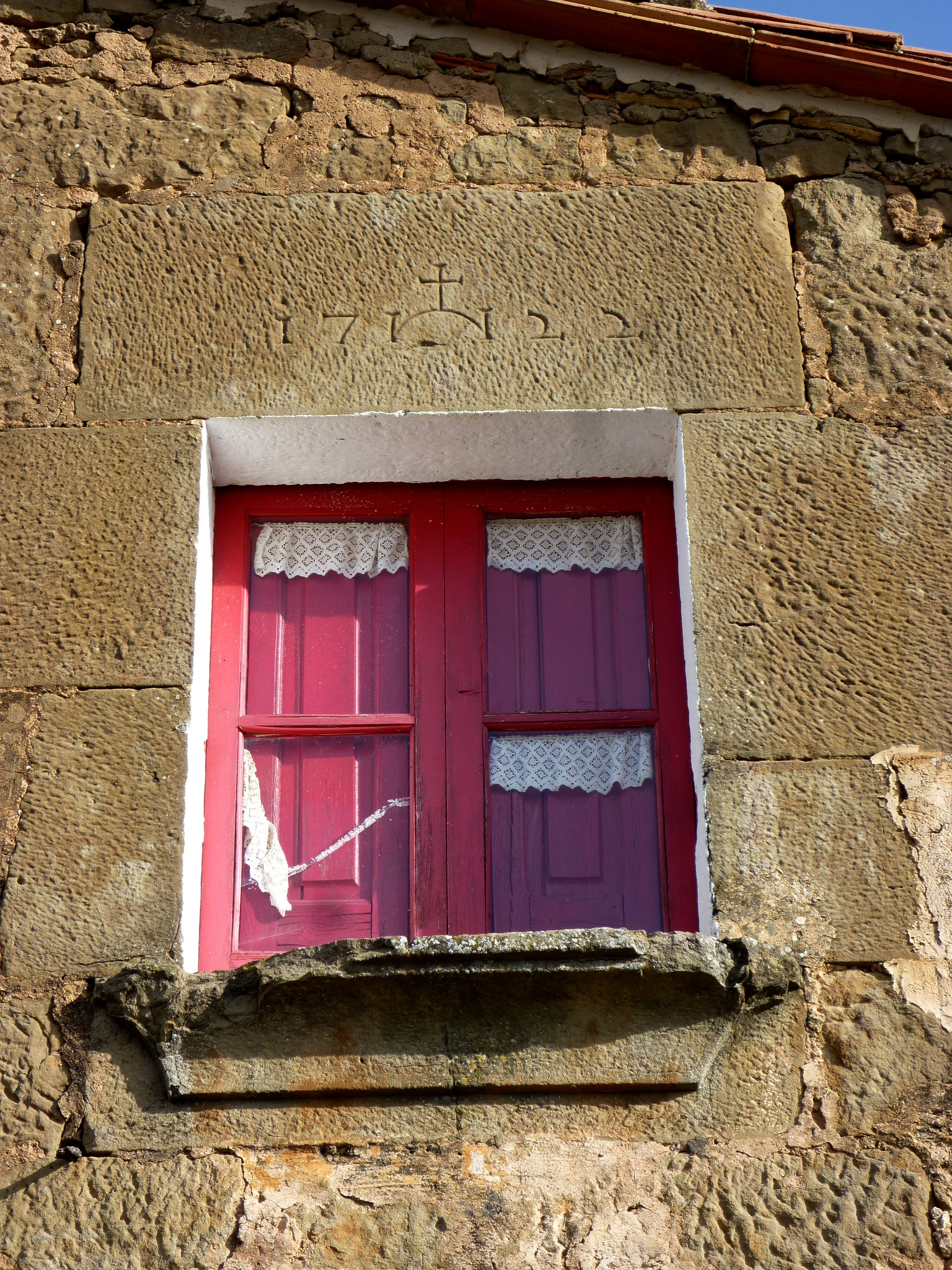
Finestra amb data

 A la part esquerra, hi ha una sortida d'aigua. A la façana sud-est, hi ha una finestra a la planta baixa i una altra a la següent. A la façana nord-est, a la part esquerra, hi ha una antiga entrada tapiada. A la part central hi ha unes escales que accedeixen a una part afegida. A la façana nord-oest hi ha una finestra a la darrera planta. La coberta és de dos vessants (nord-oest, sud-est), acabada amb teules.
Davant de la façana principal hi ha un altre edifici de quatre façanes i una planta. A la façana sud hi ha una entrada amb porta metàl·lica i, a la part superior, una obertura amb llinda de fusta. A la resta de façanes no hi ha obertures. A la façana oest, hi ha una part annexada. La coberta és d'un vessant (nord). Davant de la façana nord, hi ha un altre edifici de dimensions més petites. Té diverses obertures.
Els camps de conreu caracteritzen l'entorn més immediat.